# عبدالسمیع لیوانی
عبدالسمیع لیوانی سیاست‌مدار ایرانی بود، که در دوره بیست و چهارم مجلس شورای ملی به عنوان نماینده کردکوی از استان گلستان در مجلس شورای ملی حضور داشت.